# 1986 w informatyce
Kalendarium informatyczne 1986 roku
- 19 stycznia – został napisany Brain, najstarszy wirus komputerowy na komputery PC[1].
- luty – opublikowano RFC 977 ↓ opisujący NNTP (Network News Transfer Protocol) – protokół zarządzający siecią Usenet.
- kwiecień – IBM zaprezentował komputer przenośny IBM PC Convertible[2].
- sierpień – w Tajwanie założono firmę Micro-Star International[3].
- Compaq zaprezentował Deskpro 386, pierwszy na rynku komputer korzystający z procesora Intel 80386[4].
- Apple zaprezentował komputer Apple IIGS[5].
- W Niemczech zaprezentowano pierwszy samochód autonomiczny[6].
- W Polsce rozpoczęto budowę Krajowej Akademickiej Sieci Komputerowej[7][8].